# 7902 Hanff
7902 Hanff è un asteroide della fascia principale. Scoperto nel 1996, presenta un'orbita caratterizzata da un semiasse maggiore pari a 2,8708828 UA e da un'eccentricità di 0,0397919, inclinata di 2,66399° rispetto all'eclittica.